# 張洪翅
張洪翅，香港男性電視節目監製，現為無綫電視非戲劇節目監製及經理。

## 簡歷
張洪翅在1992年開始擔任亞洲電視記者、編導，後來晉升為節目監製，2007年左右轉投無綫電視，繼續從事相關工作，代表作品為《開心大發現》、《猩猩補習班》、《阿爺廚房》系列、杜如風日本攻略系列、森美旅行團系列及歐陽偉豪「Ben Sir」系列等，主要以旅遊節目及資訊節目為主。

## 監製作品

### 亞洲電視
資訊節目
- 開心大發現

### 無綫電視
旅遊節目
- 流行東京（共2輯）
- 走過浮華大地
- 走過浮華大地 亞洲篇
- 流行首爾
- 過節
- 東京攻略+新年番外篇
- 関西攻略
- 関西攻略の新年番外篇
- 関西攻略弐
- 九州攻略
- 森美旅行團（共3輯）
- 北海道攻略
- 搭上高鐵愛旅遊
- 昇龍道攻略
- 出走澳洲
- 好掛住日本

飲食節目
- 搵食
- 閨密教煮
- 阿爺廚房（共5輯）

兒童節目
- 智激校園（?-2015年）
- 猩猩補習班

清談節目
- 星星同學會
- 男人食堂

資訊節目
- 瘋狂歷史補習社
- 守護生命的故事
- 守護生命的故事2
- 乜都搞掂晒
- Ben Sir學堂
- Ben Sir研究院

遊戲節目
- 明星運動會

電視電影
- 愛情來的時候